# Warrant
A Warrant egy amerikai glam metal/hard rock/heavy metal együttes. 1984-ben alakultak Hollywoodban. Első nagylemezük 1989-ben jelent meg. Lemezeiket a Columbia Records, CMC Records, Deadline Music kiadók adják ki. Legismertebb daluk a "Cherry Pie".

## Tagok
- Erik Turner - ritmusgitár, vokál, akusztikus gitár, harmonika

- Jerry Dixon - basszusgitár, vokál

- Steven Sweet - dobok, ütős hangszerek, vokál, harmonika

- Joey Allen - gitár, vokál, akusztikus gitár, harmonika, bendzsó

- Robert Mason - ének, akusztikus gitár

## Diszkográfia
Stúdióalbum
- Dirty Rotten Filthy Stinking Rich (1989)
- Cherry Pie (1990)
- Dog Eat Dog (1992)
- Ultraphobic (1995)
- Belly to Belly (1996)
- Greatest and Latest (1999)
- Under the Influence (2001)
- Born Again (2006)
- Rockaholic (2011)
- Louder Harder Faster (2017)